# Sanchez Mira
Sanchez-Mira est une municipalité de la province de Cagayan, aux Philippines.

## Barangays
Sanchez-Mira compte 18 barangays.
| - Bangan - Callungan - Centro I (Pob.) - Centro II (Pob.) - Dacal - Dagueray - Dammang - Kittag - Langagan | - Magacan - Marzan - Masisit - Nagrangtayan - Namuac - San Andres - Santiago - Santor - Tokitok |